# لويد إيرل ارين
لويد إيرل ارين (بالإنجليزية: Lloyd Earl Warren)‏ هو سياسي أمريكي، ولد في 19 سبتمبر 1896، وتوفي في 5 ديسمبر 1934 في نورفولك في الولايات المتحدة. حزبياً، نشط في الحزب الديمقراطي. وقد انتخب عضو مجلس ولاية فرجينيا.